# Severus Alexander
Severus Alexander (Arca Caesarea (het huidige Arqa in Noord-Libanon), 1 oktober 208 - nabij Mogontiacum (Mainz), maart 235) was van 13 maart 222 tot zijn dood keizer van Rome. De vaak in oudere literatuur gebruikte naam Alexander Severus is niet authentiek. Zijn oorspronkelijke naam was Marcus Julius Gessius Bassianus Alexianus. Vanaf juni 221 noemde hij zichzelf Marcus Aurelius Alexander. Als keizer droeg hij de naam Marcus Aurelius Severus Alexander. Geheel in tegenstelling tot een aantal van zijn directe voorgangers was Severus Alexander een gematigd en zachtmoedige keizer.
In juni 221 werd de nog geen dertienjarige Alexander door zijn slechts vier jaar oudere neef, keizer Elagabalus, tot Caesar en daarmee tot zijn opvolger benoemd. Het volgende jaar kon hij, na de moord op Elagabalus, probleemloos diens opvolger worden. Gedurende zijn hele leven stond hij onder de overheersende invloed van zijn moeder, Julia Mamaea. Zij was de echte heerseres en arrangeerde ook zijn huwelijken. Aangezien zij als vrouw zowel bij het leger als bij de hoofdstedelijke pretoriaanse garde de noodzakelijke autoriteit miste, bleef haar machtsuitoefening altijd precair.
Na een verliesrijke Perzische Oorlog, die onbeslist eindigde, moest Alexander zich naar het noordwesten haasten om de Rijngrens tegen een inval van de Germanen te verdedigen. Daar deed zijn impopulariteit in het leger hem de das om. Hij werd samen met zijn moeder in de nabijheid van Mogontiacum (het huidige Mainz) het slachtoffer van een muiterij van soldaten.
De dood van Severus Alexander betekende het einde van de Severische dynastie. Zijn opvolging door Maximinus I Thrax (235-238) luidde het tijdperk van de soldatenkeizers in en daarmee ook de crisis van de 3e eeuw, een periode van crisis van een jaar of vijftig waarin de door de Severische dynastie nagelaten structurele problemen zich stevig zouden doen laten voelen.

## Familie
Zijn grootmoeder Julia Maesa had ervoor gezorgd dat hij tot erfgenaam van de keizer benoemd werd en hem ook beschermd tegen een latere poging hem uit de weg te ruimen. Elagabalus werd vermoord en de jonge Alexander Severus werd, eerst onder voogdij van zijn grootmoeder en na haar dood van zijn moeder Julia Mamaea, de nieuwe keizer.
Als neef van zijn voorganger Elagabalus had Alexander Severus het priesterschap van El-Gabaal geërfd, maar hij maakte een eind aan de geïmporteerde religieuze praktijken in Rome, stuurde de heilige steen van Emesa terug naar Syrië en wijdde de tempel van Elagabalus opnieuw aan Jupiter Ultor.

## Het Sassanidische gevaar
Hoewel de beide Julia's met de jonge Severus Alexander Rome weer een kundig en gematigd bestuur verschaften, ontstond er al gauw onrust tegen het vrouwenbewind. Onderwijl vond er in het buurrijk van de Parthen een belangrijke en gevaarlijke verandering plaats. De Sassaniden, onder leiding van Ardashir, namen de macht over van het zwakke bewind van de Parthen. Hiermee werd de oosterbuur een bedreiging van belang. In 230 ging Armenia voorgoed verloren en werd het hele oosten bedreigd. Alexander en zijn moeder vertrokken naar het oosten en wisten met succes het hoofd te bieden aan de Perzische dreiging. Toch was zijn aanval op het nieuwbakken Sassanidische Rijk niet het succes dat hij gehoopt had. Ardashir wist de belangrijkste aanval, die op Ctesifon, niet alleen af te weren maar om te zetten in een Romeinse nederlaag van formaat. In plaats van een overwinning die voorgoed een eind maakte aan de lastige Perzen en Alexander in de voetsporen van zijn illustere naamgenoot had kunnen laten treden, moest hij genoegen nemen met wat in feite een gelijkspel was. Het verhinderde Alexander niet op 25 september 233 een overwinningstoespraak te houden waarin de nederlaag bij Ctesifon verzwegen werd.

## Germaanse veldtocht en val
Vanwege de door de Perzische oorlog minder goed verdedigde Rijn- en de Donaugrens hadden de Germanen in 233/234 grotere plundertochten kunnen ondernemen. Daarbij werden een aantal limesforten vernietigd. Toen dit na de verliesrijke campagne tegen Ardashir bekend werd in Severus Alexanders leger, versterkte zich de ontevredenheid van de soldaten uit het noorden, die nu vanwege de Perzische Oorlog naar het Oosten waren verplaatst. Zij leerden nu dat hun onbeschermd gebleven familieleden bloot stonden aan de aanvallen van de Germanen. Hun woede richtte zich tegen de keizer. De soldaten waren sterk geworteld in hun standplaatsen. Operaties in daar ver vanaf gelegen gebieden werden gehaat. Alexander, die uit het oosten stamde, stond bloot aan de verdenking dat hij voorrang gaf aan de bescherming van zijn thuisregio, boven die van de Rijn- en de Donaugrens.
Bij de Germaanse invallers handelde het zich hier om de tribale federatie van de Alemanni, een nieuwe tegenstander van de Romeinen. De situatie was zo bedreigend dat eenmaal terug in Rome, Julia Mamaea en Severus Alexander zich gedwongen voelden om zich naar het noordelijke front te begeven. Blijkbaar durfden zij niemand anders het opperbevel toe te vertrouwen. Zij trokken in de tweede helft van het jaar 234 of begin 235 naar de Rijn. Het Romeinse hoofdkwartier bevond zich in Mogontiacum, de hoofdstad van de provincie Germania Superior (het huidige Mainz).
Het bewind van de nu zesentwintigjarige keizer, die nog steeds onder de overweldigende invloed van zijn moeder stond, was onder deze omstandigheden bijzonder kwetsbaar. Hij werd niet door de soldaten gerespecteerd. Zijn moeder, Julia Mamaea, had als vrouw aan het front geen autoriteit. Gezien de zwakte van de opperbevelhebber was voor een bij de troepen populaire commandant de verleiding groot om een staatsgreep te plegen, ook al omdat er geen erfgenaam voor de troon was aangewezen. In het oosten was het klaarblijkelijk al tot de verheffing van de tegenkeizer Taurinius gekomen. Dit bleef echter zonder gevolgen, omdat deze usurpator in de Eufraat verdronk.
Een ander gevaar was daarin gelegen dat Caracalla de militairen financieel had verwend. De kosten van deze vrijgevigheid waren een zware last voor de Romeinse staatsbegroting. Julia Mamaea voerde daarom een consequente spaarpolitiek. Zij werd daarom als gierig gezien en gehaat. Terughoudendheid bij de gebruikelijke speciale bijlagen (donatieven) voor de soldaten leidde bij de troepen tot een explosieve situatie. Ook het uitblijven van snelle successen op het slagveld en de weinig soldateske houding van de keizer droegen bij aan de slechte stemming. De combinatie van al deze factoren leidde tot een catastrofe.
Gezien deze precaire omstandigheden durfden Julia Mamaea en Alexander het risico van een veldslag niet aan. Zij zochten net zoals in de Perzische oorlog een diplomatieke oplossing. Zij gingen over tot het doen van betalingen, waarmee zij de vrede wilden kopen en misschien ook de steun van Germaanse verbanden voor zich wilden winnen om in ruil voor dit geld de grens te beveiligen. Bij de soldaten, die op overwinning en buit hoopten en die de bereidheid om te onderhandelen als een teken van zwakte zagen, gaf deze manier van handelen aanleiding tot extra bitterheid.
Zij namen het de keizer kwalijk dat hij niet hen, maar de vijand met financiële vrijgevigheid wilde afkopen. Daarbij kwam dat de soldaten bij een regeringswissel het gebruikelijke, royale donativum van de nieuwe heerser konden verwachten. Daarom muitte een deel van het leger - voornamelijk rekruten uit Pannonia - en verhieven zij de voor de opleiding van nieuwe rekruten verantwoordelijke ridderlijke officier Maximinus Thrax op de keizerstroon. Maximinus beloofde een verdubbeling van de soldij, een hoog donativum en amnestie voor alle disciplinaire straffen..
Het lukte Alexander niet om loyale eenheden tot weerstand te motiveren. Niemand wilde voor hem en zijn moeder vechten en zijn soldaten liepen over naar de vijand. In opdracht van Maximinus werden Julia Mamaea en Alexander Severus in maart 235 in de buurt van Mogontiacum in hun tent in het legerkamp vermoord. De plaats van de moord, vicus Britanniae, wordt door sommige onderzoekers geïdentificeerd met Mainz-Bretzenheim, maar deze localisatie is zeer omstreden. Sommige vrienden en gunstelingen van Alexander liet de nieuwe keizer doden, maar Herodianus’ bewering dat hij ze allemaal had omgebracht, was zeker overdreven..
Met de dood van Alexander eindigde de Severische dynastie. Zijn opvolger Maximinus was de eerste van de soldatenkeizers.

## Receptie

### Vroegmoderne opera's
In de 18e eeuw werd de machtsstrijd tussen Julia Mamaea en Sallustia Orbiana herhaald in operavorm opgevoerd. De opera Alessandro Severo van Antonio Lotti kende in 1716 of 1717 zijn première. Het libretto stamt van de Italiaanse librettist Apostolo Zeno. De eerste opera van Giovanni Battista Pergolesi, Salustia, bracht ook het conflict tussen moeder en dochter op het podium; het libretto is een herziening van Zeno's tekst. De première vond in 1732 in Venetië plaats. Hier is keizerin Salustia de heldhaftige liefdevolle heldin en is Alessandro de zwakke echtgenoot, die zich aan zijn dominante moeder Giulia onderwerpt.

### Wetenschappelijk onderzoek
In de 18e eeuw domineerde nog het door de Historia Augusta verspreide traditionele beeld van een wijze, deugdzame, menselijke en door het volk geliefde soeverein, dat ook door Edward Gibbon werd overgenomen. Jacob Burckhardt werd hier nog sterk door beïnvloed; hij schreef in 1853 dat Alexander "een ware heilige Lodewijk van de oudheid" was geweest, die "uit een zuiver sittliche wil" de "oneindig vele verleidingen van het despotisme" had weten te weerstaan en "in een baan van gerechtigheid en mildheid had kunnen leiden". Deze "in verhouding tot zijn omgeving onbegrijpelijke man" had, "in een eeuw die alleen maar angst kende", zich geen respect kunnen verwerven, en het was wel onvermijdelijk dat hij zou falen.
Vanaf de tweede helft van de 19e eeuw heeft zich echter een meer ongunstige beoordeling van keizer Severus Alexander doorgezet, Men rekent hem vooral een rampzalig gebrek aan onafhankelijkheid en daadkracht aan. Een vernietigend oordeel velt Alfred von Domaszewski (1909). Hij beschreef Alexander als "de beklagenswaardigste van alle Caesars". Tijdens zijn regering was "zelfs de laatste schijn van orde in het Romeinse Rijk" opgelost en het resultaat van een volkomen mislukt beleid was de "volledige instorting van het gehele bestuursproces" geweest. Ernst Kornemann (1939) was van mening dat de "zwakke, nooit tot man gerijpte" Alexander door een corrupte overlevering ten onrechte in een "zweem van heiligheid" was geplaatst. Dat beeld van heiligheid is door kritisch onderzoek als onhistorisch terzijde geschoven. Wilhelm Ensslin (1939) stelde vast dat de jonge keizer niet tegen zijn taak was opgewassen, omdat hij, ondanks zijn naam, noch een (Septimius) Severus noch een Alexander (de Grote) was. Alfred Heuss (1960) karakteriseerde Alexander als "een onbeduidende, maar in ieder geval ongevaarlijke jonge man", die nooit een "man" is geworden.
Voor Hermann Bengtson (1973) was Alexander "een zwakke, middelmatige heerser, die noch op politiek gebied, noch op militair gebied ook maar iets opmerkelijks tot stand heeft gebracht"; voor zijn regering was "het vrouwenregiment karakteristiek” geweest. Ook Karl Christ (1988) wijst erop dat Alexander "in de grond genomen nooit tot een volledige onafhankelijkheid van handelen" is gekomen. Het ontbrak hem aan hardheid en doorzettingsvermogen; hij had "slechts van de ene crisis naar de andere kunnen laveren".
Bruno Bleckmann (2002), die Alexander als "moederskindje" beschrijft, meent dat Mamaea’s machtsontplooiing niet valt te verklaren uit een neiging van oriëntaalse vrouwen om te overheersen, maar gewoon omdat "de keizer nog een half kind was". Hoewel Alexander in het laatste jaar van zijn regering ook eigen beslissingen nam, was zijn weigering om de soldaten het verwachte donativum (cashbetaling) uit te betalen, een uitdrukking van een onrealistische houding en in de omstandigheden een fatale fout geweest.

## Voetnoten
1. ↑  Herodianus 6,7,3.
2. ↑  Robert Lee Cleve: Severus Alexander and the Severan Women, Los Angeles 1982, blz. 301e.v.
3. ↑  Herodianus 6,8,3 en 6,9,5.
4. ↑  Herodianus 6,8,4; 6,9,4-5; 6,9,8
5. ↑  Herodianus 6,7,9.
6. ↑   Herodianus 6,8,8. Over de verhoging van de soldij zie Michael Alexander Speidel: Heer und Herrschaft im Römischen Reich der hohen Kaiserzeit, Stuttgart 2009, blz. 350, 415
7. ↑  Herodianus 6,9,1-5.
8. ↑   De identificatie met Bretzenheim heeft Leonhard Schumacher uitvoerig gerechtvaardigd; zie Leonhard Schumacher: Die Sicilia in Mainz-Bretzenheim. In: Mainzer Zeitschrift. Mittelrheinisches Jahrbuch für Archäologie, Kunst und Geschichte 99, 2004, blz. 1-10 en Leonhard Schumacher: Römische Kaiser in Mainz, Bochum 1982, blz. 89-92 (met samenvatting en bespreking van de oudere literatuur). Zie ook Auguste Jarde: Etudes critiques sur la vie et le règne de Sévère Alexandre, Parijs 1925, blz. 85 en voetnoot 4, blz. 86 voetnoot 1. Tegen de lokalisatie pleit nadrukkelijk Astrid Böhme-Schönberger: Wurde Alexander Severus in Bretzenheim ermordet? in: Mainzer Zeitschrift. Mittelrheinisches Jahrbuch für Archäologie, Kunst und Geschichte 99, 2004, blz. 11-16. Zij wordt gevolgd door Ronald Knöchlein: Bretzenheim – Zahlbach – Dalheim. Die archäologischen Zeugnisse bis in die fränkische Zeit, Mainz 2009, blz. 28 en voetnoot 21 en blz. 45. Over de vraag van de datering zie Michael Peachin: P. Oxy. VI 912 and the Accession of Maximinus Thrax. In: Zeitschrift für Papyrologie und Epigraphik 59, 1985, blz. 75-78.
9. ↑  Herodianus 6,9,8
10. ↑  Karl Heinz Dietz. Senatus contra principem, München, 1980, blz. 305
11. ↑  Edward Gibbon: The History of the Decline and Fall of the Roman Empire, band 1, London 1776, blz. 154–161.
12. ↑  Jacob Burckhardt: Die Zeit Constantins des Großen, München 1982, blz. 9e.v. (voor het eerst gepubliceerd in 1853).
13. ↑  Alfred von Domaszewski: Geschichte der römischen Kaiser, deel 2, Leipzig, 1909, blz. 279e.v.
14. ↑  Ernst Kornemann: Römische Geschichte, deel 2, Stuttgart 1939, blz. 347.
15. ↑  William Ensslin: The Senate and the Army. In: Cambridge Ancient History, vol. 12, Cambridge, 1939, blz. 57-95, hier: blz. 72
16. ↑   Alfred Heuss, Römische Geschichte, Braunschweig 1960, blz. 352.
17. ↑   Hermann Bengtson: Römische Geschichte, München 1973, blz. 329.
18. ↑  Karl Christ: Geschichte der römischen Kaiserzeit, München 1988 (6e editie München 2009), blz. 629-631.
19. ↑  Bruno Bleckmann: Die severische Familie und die Soldatenkaiser. In: Hildegard Temporini Gravin Vitzthum (red.): Die Kaiserinnen Roms, München 2002, blz. 265–339, hier: blz. 291, 298.

- Bibsys: 90629332
- Biblioteca Nacional de España: XX1435610
- Bibliothèque nationale de France: cb12194304n (data)
- CiNii: DA08718737
- Gemeinsame Normdatei: 11861357X
- International Standard Name Identifier: 0000 0001 0844 7112
- Library of Congress Control Number: n83028108
- Nationale Bibliotheek van Tsjechië: mzk2006348648
- Nationale bibliotheek van Australië: 65960360
- Nationale Bibliotheek van Israël: 987007284367605171
- Nationale Bibliotheek van Polen: a0000001922003
- Nederlandse Thesaurus van Auteursnamen: 075095017
- Réseau des bibliothèques de Suisse occidentale: 02-A016719083
- Système universitaire de documentation: 030550076
- Museum of New Zealand Te Papa Tongarewa: 68574
- Trove: 1852317
- Virtual International Authority File: 329149196313174791053